# Лембуй
Лембуй — река в России, протекает по Мурманской области. Устье реки находится в 79 км от устья реки Стрельны по левому берегу. Длина реки составляет 17 км, площадь водосборного бассейна — 122 км².

## Данные водного реестра
По данным государственного водного реестра России относится к Баренцево-Беломорскому бассейновому округу, водохозяйственный участок реки — реки бассейна Белого моря от западной границы бассейна реки Иоканга (мыс Святой Нос) до восточной границы бассейна реки Нива, без реки Поной. Речной бассейн реки — бассейны рек Кольского полуострова и Карелии, впадает в Белое море.
Код объекта в государственном водном реестре — 02020000212101000007424.